# ميخائيل بوستامينت
ميخائيل بوستامينت (بالإسبانية: Michael Bustamante)‏ هو لاعب كرة قدم كولومبي، ولد في 21 سبتمبر 1989 في ميديلين في كولومبيا. لعب مع تشارلوت إندبنتنس ونيويورك ريد بولز.

## وصلات خارجية
- ميخائيل بوستامينت على موقع الدوري الأمريكي (الإنجليزية)
- ميخائيل بوستامينت على موقع قاعدة بيانات كرة القدم.إي يو (الإنجليزية)